# 萨多韦 (科诺托普区)
51°15′49″N 33°11′16″E / 51.26361°N 33.18778°E
萨多韦（羅馬化：Sadove），2024年9月前名为皮托姆尼克（烏克蘭語：Питомник），是位於烏克蘭東北部的鄉村居民點，由蘇梅州科諾托普區的波皮夫卡市鎮負責管轄。該鄉處於葉祖奇河左岸，距離薩爾納夫希納1.5公里，2001年人口70。
2024年9月19日，乌克兰最高拉达将此地的名字改为萨多韦。